# Arboretum de Royat
El Arboreto de Royat (en francés : Arboretum de Royat) es un arboreto de 41 hectáreas de extensión, en una de las vertientes del Puy de Dôme zona de Royat, Francia.

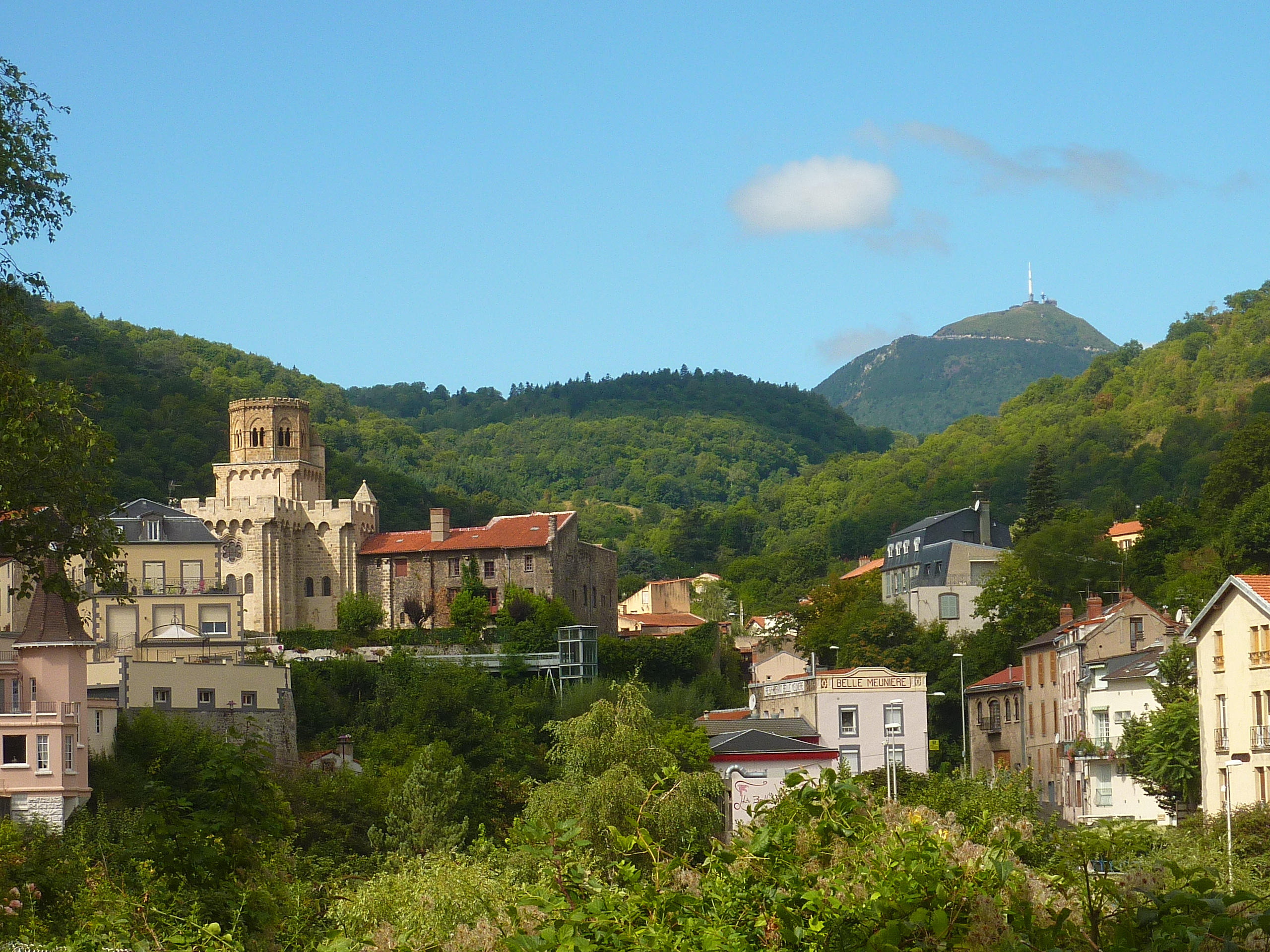
Vista del Puy de Dôme al fondo, desde Royat.

## Localización
Royat es una ciudad balneario al pie del « Parc naturel régional des volcans d'Auvergne » y del Puy-de-Dôme, que se desarrolló a partir de 1850.
Arboretum de Royat Forêt Domaniale de Royat, Royat, Département de Puy-de-Dôme, Auvergne, France-Francia. 
Planos y vistas satelitales, 45°45′18″N 3°1′26.4″E / 45.75500, 3.024000
- Altitud media: 830 m s. n. m.

Está abierto al público en los meses cálidos del año y sin pagar ninguna tarifa de visita.

## Historia
El Puy de Dôme es un volcán situado en el Macizo Central, en el sur de Francia. Es uno de los volcanes más jóvenes en la Chaîne des Puys. La erupción más reciente tuvo lugar en el año 5760 a. C.
Cima carismática (particularmente para los amantes del ciclismo) el Puy de Dôme atrae a numerosos turistas y está catalogado como un Grand site de France.
El arboreto fue creado en 1931 por el servicio forestal de Francia en el bosque "Forêt Domaniale de Royat".
Actualmente está administrado por la Office national des forêts.

## Colecciones
En el arboreto hay sendas de paseo donde se pueden admirar unos 40 tipos de árboles, incluyendo coníferas procedentes de Norteamérica y de Europa tal como el abeto de Douglas, alerce europeo, y el ciprés de Lawson. 
Actualmente el arboreto se exhiben en diferentes secciones agrupadas como:
- Área de Recepción
- El bosque cerrado, y zonas abiertas
- Pradera
- Zona de arroyo de valles

Algunos detalles de la flora del ""Puy de Dôme"". 

Detalles
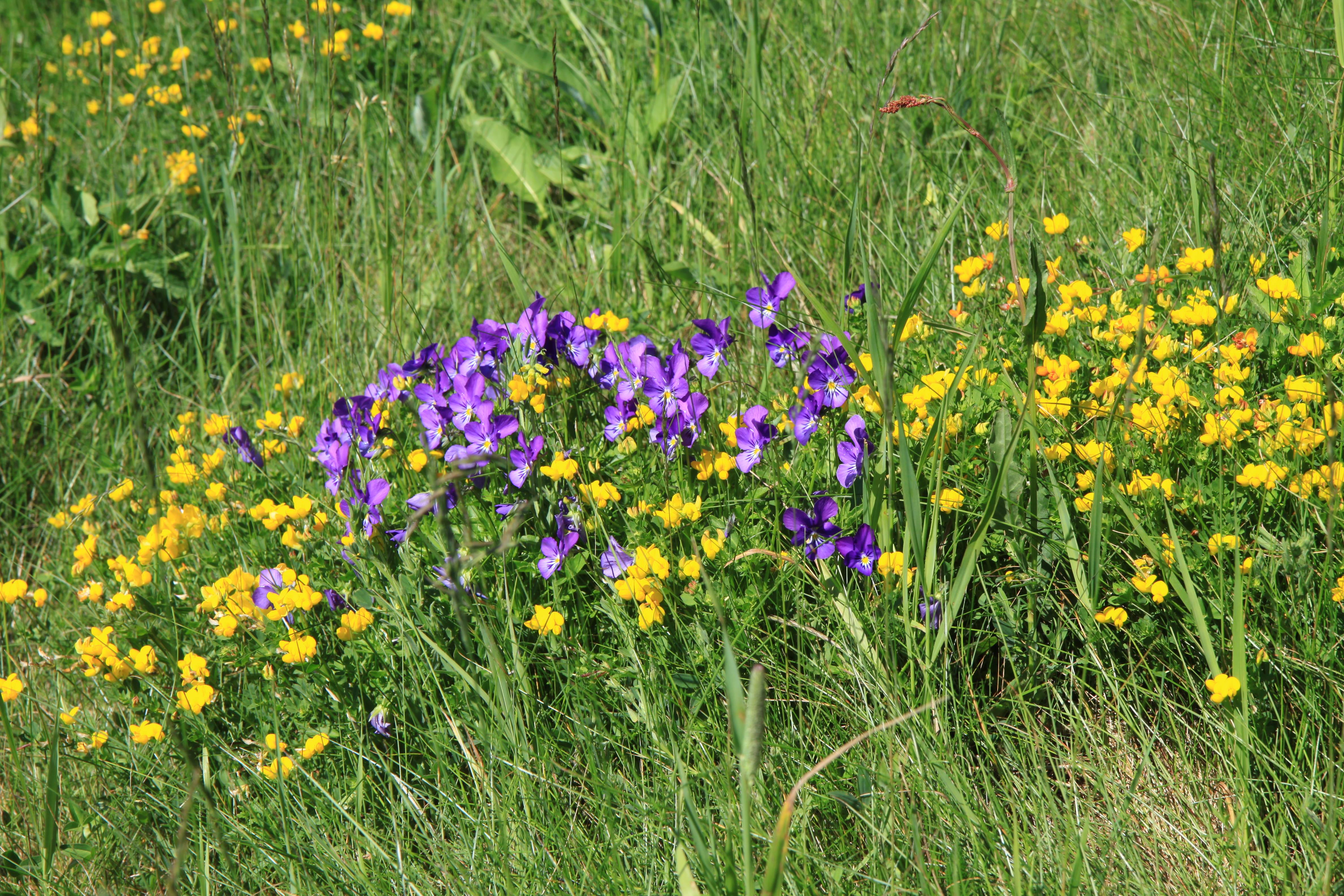
Ejemplares vegetales en la cima del Puy de Dôme.
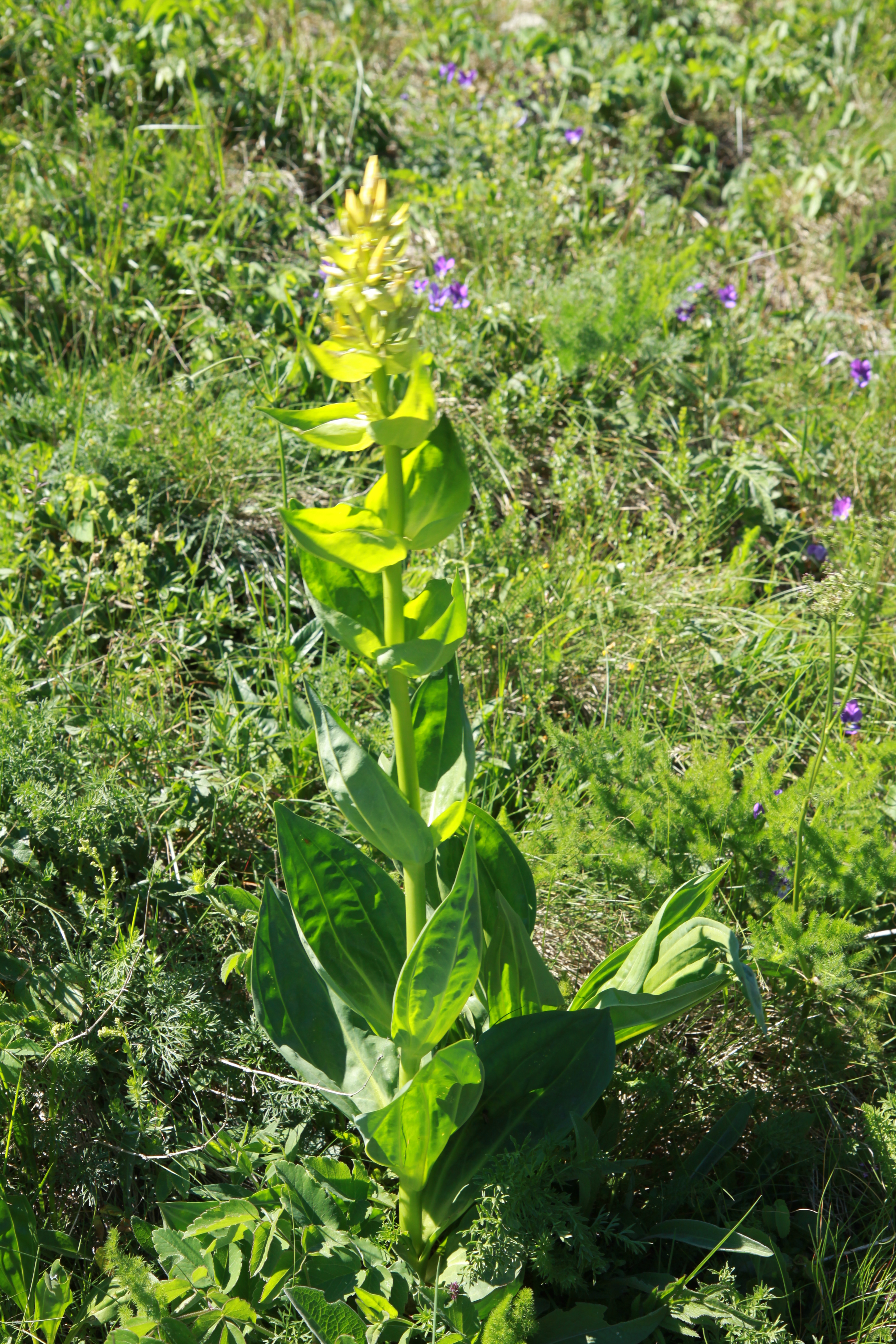
Genciana amarilla.
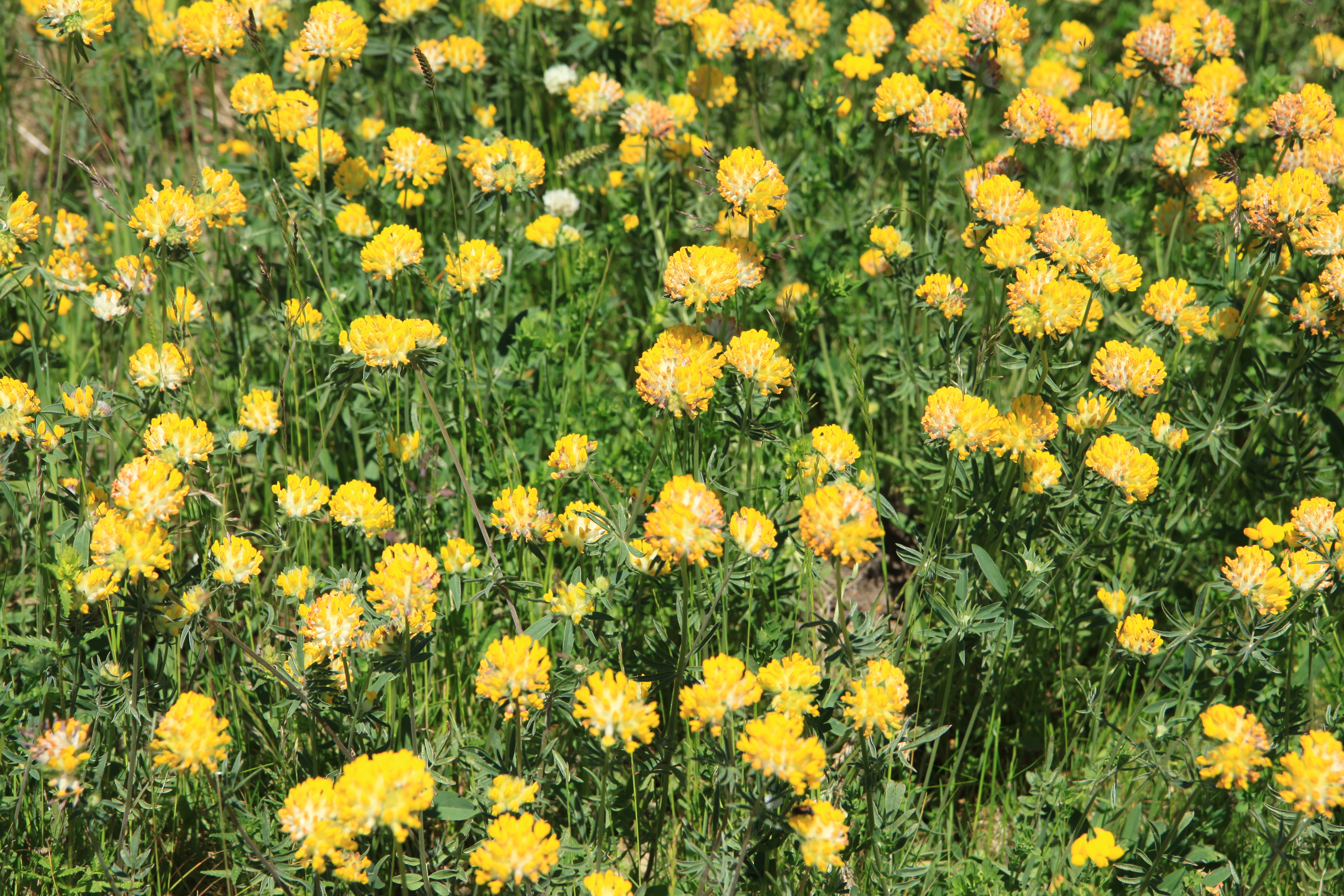
Especies en la cima del Puy de Dôme.